# Economía digital
La economía digital, también conocida como economía en internet o economía web, se refiere a una economía basada en la tecnología digital. Actualmente se ha ido entrelazando cada vez más con la economía tradicional hasta un punto en el que es difícil entender la diferencia entre ellas. Guarda proximidad con el término nueva economía.

## Definición
El término fue dado a conocer en el libro más vendido en 1995, La Economía Digital: Promesa y peligro en la Era de la Inteligencia en redes, del autor Don Tapscott. "La Economía Digital", fue uno de los primeros libros que muestra como el Internet puede cambiar el modo en el que se hacen los negocios. Se volvió uno de los libros más vendidos a nivel internacional a tan solo un mes de su lanzamiento, apareciendo en diversas listas de "best-sellers", incluyendo la lista de libros de negocios del New York Times y durante un semestre en la lista de "BusinessWeek". BusinessWeek también nombró a "La Economía Digital" como el libro de negocios con más ejemplares vendidos en 1996.
En la última década del siglo XX Nicholas Negroponte (1995) utilizó una metáfora sobre el proceso de los átomos y su semejanza con el proceso de los bits. Él argumentaba las desventajas de lo antiguo (e.j. materia, materiales, transporte) y las ventajas de lo moderno(e.j. ligereza, virtualidad, movimiento global instantáneo). En esta nueva economía, las redes digitales y la infraestructura en comunicación proporciona una plataforma global sobre la cual, las personas y organizaciones crean estrategias, interactúan, se comunican, colaboran y buscan información. Recientemente, la Economía Digital ha sido definida como la rama de la economía que estudia el costo marginal nulo de activos intangibles vía Internet.
La economía digital se presenta como una nueva forma de producción y consumo, se trata de un proceso complejo que implica cambios en la organización social, económica y política de los países. Por ello, es necesario identificar que la economía digital es un facilitador para el desarrollo.
La economía digital se constituye como un ecosistema, en el que convergen la infraestructura de las redes de comunicación, los servicios de procesamiento y las tecnologías web, y las/os usuarias/os finales (individuos, empresas, gobierno), y será el grado de desarrollo y complementación de estos componentes lo que define el nivel de avance de cada país.
Según Thomas Mesenbourg, existen 3 componentes principales de la Economía Digital":
- Infraestructura de Negocios (referido a los recursos de soporte al negocio: tecnología, hardware, software, telecomunicaciones, personal especializado).
- Negocio Electrónico (e-Business, referido a los procesos empresariales desarrollados mediante aplicaciones informáticas o plataformas en línea).
- Comercio Electrónico (e-Commerce, referido a la generación de negocios y compra/venta de bienes utilizando Internet como medio de comunicación).

La Comisión Económica para América Latina y el Caribe (CEPAL) organismo regional adscrito a la Organización de las Naciones Unidas, en el texto Economía Digital para el cambio estructural y la igualdad (2013) al hablar de la nueva economía, establece lo siguiente:
a. Está constituida por la infraestructura de telecomunicaciones, las industrias TIC y la red de actividades económicas y sociales facilitadas por internet, la computación en la nube, y las redes móviles, las sociales y de sensores remotos.
b. Consta de tres componentes principales: la infraestructura de redes de banda ancha, la industria de aplicaciones TIC y los usuarios finales.
c. El acceso está determinado por la infraestructura de redes. La industria TIC abarca el desarrollo de software y hardware así como los modelos de negocios y los procesos analíticos de conocimientos. Por último, los usuarios –personas, empresas, gobiernos- quienes demandan los servicios y utilizan las aplicaciones.

## Temas de la Economía Digital
Don Tapscott establece doce temas de la Economía Digital. Estos son:
1. Conocimiento. La nueva economía es una economía del conocimiento. Es decir, la información, experiencia, habilidades y destrezas de las personas son el factor fundamental al momento de generar valor. La fortaleza no la tiene de manera exclusiva el dueño del capital sino que radica en el Know-How (saber cómo) de las personas. De allí que ahora se hable de trabajadores del conocimiento.
2. La nueva economía es digital. Esto quiere decir que la información se halla en forma digital lo que facilita su procesamiento a través de equipo de cómputos y la transferencia en tiempo real por medio de redes de comunicación. En este sentido, ya se está trascendiendo hacia lo cuántico lo que implica la velocidad de la luz para las comunicaciones electrónicas.
3. Virtualización. Lo virtual no implica la no existencia, sino el uso de la red y el trabajo en la misma, mediante las tecnologías de la información y comunicación. En este orden de ideas, lo virtual implica una nueva forma de relaciones sociales, políticas y económicas, que ameritan el reconocimiento de la virtualidad y su validez legal.
4. Molecularización. Hace referencia a los cambios en la organización corporativa. Se trasciende la estructura lineal y piramidal, para dar paso a arreglos centrados en los equipos de trabajo.
5. Integración/interconexión en Red. La red implica nuevas formas de trabajo en los que existe continuidad y la comunicación es permanente entre sus integrantes. De esta forma equipos interdependientes se conectan para lograr la sinergia y potenciar sus habilidades para realizar un mejor trabajo.
6. Desintermediación. La nueva economía permite la eliminación de barreras entre los participantes en los intercambios comerciales. Es decir, productores y consumidores tienen comunicación directa a través de las plataformas tecnológicas.
7. Convergencia. En la Economía Digital el sector predominante es el de los medios de comunicación, los cuales son el producto de la convergencia de las industrias de computación, comunicaciones y contenidos. Es necesario precisar que medios de comunicación ya no son sólo los tradicionales (radio, tv, prensa) sino que se incluyen las telecomunicaciones, las redes sociales y los portales web.
8. Innovación. Un impulsor clave en la nueva economía es la innovación la cual incluye un compromiso con la continua renovación de productos, sistemas, procesos, marketing y personas. La dinámica de la Economía Digital amerita el diseño, rediseño y la introducción en el mercado de nuevos productos, técnicas y formas de interactuar con los grupos de intereses.
9. Proconsumidor. Como apéndice de la convergencia, el término de proconsumidor se relaciona con las formas de interacción entre productores y consumidores/clientes. Estos, tiene poder para influir en los procesos de los primeros.
10. Inmediatez. Un signo de estos tiempos es la rapidez de los cambios y la necesidad de generar respuestas inmediatas a las necesidades planteadas. Por otra parte, la globalización y las TIC permiten el intercambio en tiempo real de información e incluso de bienes y servicios.
11. Globalización. La globalización es consecuencia de la comunicación inmediata y de la masificación de la tecnología, pero también la nueva economía profundiza el modelo global. En consecuencia, un producto elaborado en una pequeña ciudad, puede ser conocido en cualquier parte del mundo a través de una página web y ser adquirido a través de una plataforma de comercio electrónico.
12. Discordancia. La Economía Digital no está exenta de problemas, se genera una brecha digital entre quienes tienen acceso a la información y las nuevas tecnologías y entre quienes no pueden acceder a estos elementos. De igual manera, se genera desigualdad entre las personas que tienen conocimiento y los que no. Lo anterior, lamentablemente genera una distancia mayor entre países y el dominio por parte de corporaciones globales.[1]

## Impacto
Es ampliamente aceptado que el crecimiento de la Economía Digital tiene un impacto generalizado en toda la economía. Se han realizado varios intentos por medir la magnitud del impacto en los sectores tradicionales.
Boston Consulting Group, por ejemplo, habla sobre “cuatro ondas de cambio sobre los bienes de consumo y las ventas al menudeo”.
Deloitte clasificó  a 6 sectores industriales que tenían bajo potencial de crecimiento y que experimentaron un “big bang” como resultado del uso de una Economía Digital.
Telstra, una compañía australiana líder en servicios de telecomunicaciones, describe como la competencia se volverá más global e intensa como resultado de la Economía Digital.
Los beneficios que trae aparejados la Economía Digital:
- Un mayor nivel de evolución o maduración del ecosistema se reflejará en beneficios o dividendos (Banco Mundial, 2016) en el ámbito económico, esto es en la productividad, el crecimiento económico y el empleo. Así como un impacto social, en la educación, los servicios de salud, el acceso a la información. Por ejemplo:
- Las empresas mejoran la eficiencia en los procesos productivos y reducen costes de transacción.
- Los gobiernos provén de mejores servicios públicos a la ciudadanía y en materia de transparencia; así como reducen los costes de operación.
- Las/os consumidoras/es acceden a mayor información y por tanto mayor capacidad de elección. De manera que al utilizar los servicios y aplicaciones de manera productiva podrán acceder a servicios públicos y de comunicación; así como encontrar más opciones de empleo y tener más oportunidades.

Además de los beneficios en términos de acceso y uso, las y los usuarias/os pueden beneficiarse con la mejora de sus habilidades sociales, o bien mejorar en sus resultados escolares.
El medio ambiente también se puede beneficiar en la economía digital, de manera que pueda mitigarse las problemáticas ambientales mediante el uso más eficiente de energía.
Los riesgos que conlleva la Economía Digital:
Si bien la economía digital resulta ser un facilitado del desarrollo de los países, también es necesario señalar su contraparte. El Banco Mundial refiere que el 60% de población en el mundo sigue sin participar en la economía digital, lo que nos enfrenta a un reto que se complejiza en la medida de la evolución y la velocidad en la que cambian las Tecnologías de la información y la comunicación. Nos referimos a la brecha digital y sus tres grados o niveles: Primera brecha digital (acceso o no a una computadora e Internet); Segunda brecha (usos de internet, intensidad y variedad de uso, habilidades) y tercera brecha (usos avanzados de Internet).
A pesar del aumento de las TIC se identifica que las brechas digitales se acentúan más en relación con la edad, el nivel de estudios o el género. Como lo demuestran los indicadores de acceso y uso de Internet para las mujeres son menores, debido a su condición y posición.
Los riesgos que se encuentran presentes en la economía digital son la concentración de las plataformas digitales en unas cuantas manos a causa de la poca competencia; la desigualdad, debido a las economías requieren de mayor cualificación en los empleos y habilidades de más alto nivel, lo cual sustituirá los empleos de trabajo rutinario; y el control, refiere a las barreras de los servicios gubernamentales y la poca rendición de cuentas a la ciudadanía, de manera que las TIC serán usadas para obtener mayor control y no inclusión de la población.
Al respecto, se requieren de complementos analógicos para contrarrestar los riesgos y maximizar los beneficios. Esto es, instituciones sólidas para empoderar a la ciudadanía, clima de negocios dinámico y dotar de mayores habilidades a las/os trabajadores. Ante ello, el Estado tiene un papel fundamental, cuya responsabilidad debe atender las mejoras en la infraestructura de las TIC, entorno regulatorio e institucional, educación y formación para mejorar el capital humano de las mujeres y los hombres; así como un sistema de innovación científica y tecnológica.

## Resultado
Debido al alto impacto esperado, las empresas tradicionales están evaluando activamente la forma de responder a los cambios producidos por la Economía Digital.
Para las corporaciones, la sincronización de estas respuestas es esencial.
Las organizaciones bancarias tratan automatizar e innovar a través del uso de herramientas digitales para mejorar la forma tradicional de los negocios, también se han levantado nuevas organizaciones sin fines de lucro que ofrecen realizar transacciones monetarias otorgando créditos o Préstamos En línea.
Los gobiernos están invirtiendo en infraestructura. La empresa australiana National Broadband Network, por ejemplo, tiene como objetivo, dentro de 10 años, proporcionar un servicio de banda ancha con una velocidad de descarga de 1 GB por segundo, que se encuentre disponible para el 93% de la población.